# Tuintherapie
Tuintherapie is een vorm van creatieve therapie, die berust op dezelfde uitgangspunten als bijvoorbeeld dramatherapie, beeldende therapie, danstherapie en muziektherapie. Het wordt dus toegepast als middel tot het bewerkstelligen van veranderings-, ontwikkelings- en/of acceptatieprocessen bij patiënten of cliënten. Tuintherapie gaat daarbij uit van therapeutische effecten van het omgaan met planten en ander levend materiaal. Tuintherapeuten zijn werkzaam in de zorg voor mensen met psychische klachten of psychiatrische stoornissen, lichamelijke handicaps of cognitieve beperkingen.
Tuintherapie is een betrekkelijk nieuw specialisme in de geestelijke gezondheidszorg. In Nederland bestonden aan het einde van de twintigste eeuw enkele reguliere HBO-opleidingen in deze richting. Zij hebben inmiddels echter de deuren gesloten. Opleidingen tuintherapie worden nu gegeven in het particuliere onderwijscircuit.
Tuintherapie wordt in toenemende mate onderzocht in het kader van complementaire en alternatieve zorg. Verschillende kleinschalige studies wijzen op positieve effecten van tuinieren of tijd in groene omgevingen op psychisch welbevinden, waaronder vermindering van stress, depressieve klachten en angst. Daarnaast zijn er aanwijzingen voor gunstige effecten op cognitieve functies bij ouderen met dementie en op het algemene welzijn van chronisch zieke patiënten.
Toch is de wetenschappelijke onderbouwing nog beperkt: veel studies zijn kleinschalig, minder kwalitatief of hebben geen controlegroep. 
Binnen de gezondheidszorg wordt tuintherapie dan ook zelden als volwaardige psychologische behandeling erkend. Ze wordt eerder gezien als een ondersteunende interventie binnen bredere therapieprogramma’s, zoals in de geestelijke gezondheidszorg, revalidatie of ouderenzorg.